# 費拉拉省
費拉拉省（Provincia di Ferrara）是意大利艾米利亞-羅馬涅的一個省。面積2,636平方公里，2005年人口349,774人。首府費拉拉。
下分26市鎮。